# Kosovská strana zelených
Kosovská strana zelených (v albánštině Partia e të Gjelbërve të Kosovës, PGJK) byla politická strana v Kosovu, která prosazuje zelenou politiku. Strana byla založena v roce 1991, tedy ještě v době, kdy bylo Kosovo součástí Jugoslávie.